# William Shanks
William Shanks   (Corsenside, 25 de gener de 1812 - Houghton-le-Spring, 13 de juny de 1882) va ser un matemàtic aficionat anglès.

## Vida i Obra
Res es coneix de la vida de Shanks. Només se sap que va viure i morir al seu poble natal on regentava una escola.
Shanks dedicava tot el seu temps lliure a fer càlculs matemàtics i el 1853 va publicar una obra en la qual hi havia el càlcul dels decimals del nombre π fins al 609. El 1873, va ampliar els seus càlculs fins al decimal 707. El 1949 es va descobrir que hi havia un error al decimal 528 i que tots els decimals següents també eren erronis. Així i tot, fins aquesta data no hi va haver cap altre càlcul més precís. Amb les modernes computadores, és relativament senzill obtenir fins a 3000 decimals de π, però en la data en què ho va fer Shanks, va ser una autèntica proesa.
Shanks va fer servir la fórmula de John Machin:
{\displaystyle \pi =16\arctan {\frac {1}{5}}-4\arctan {\frac {1}{239}}}
que ja li havia servit en aquest matemàtic per calcular els 100 primers decimals el 1706.
També va fer càlculs semblants per al nombre e (205 decimals) i per a la constant d'Euler.